# Jabal Hayyālah
Jabal Hayyālah är ett berg i Egypten.   Det ligger i guvernementet Sina al-Janubiyya, i den nordöstra delen av landet, 300 km öster om huvudstaden Kairo. Toppen på Jabal Hayyālah är 1 198 meter över havet, eller 86 meter över den omgivande terrängen. Bredden vid basen är 1,1 km.
Terrängen runt Jabal Hayyālah är kuperad västerut, men österut är den platt.  Trakten runt Jabal Hayyālah är nära nog obefolkad, med mindre än två invånare per kvadratkilometer. Det finns inga samhällen i närheten. Trakten runt Jabal Hayyālah är ofruktbar med lite eller ingen växtlighet.